# Titularerzbistum Antinoë
Antinoë ist ein Titularerzbistum der römisch-katholischen Kirche. 
Es steht in der Tradition des Bistums der antiken Stadt Antinoupolis (auch: Antinoë) in Ägypten (heute Sheikh Ibada).
| Titular(erz)bischöfe von Antinoë |                                  |                                                                       |                    |                   |
| Nr.                              | Name                             | Amt                                                                   | von                | bis               |
| 1                                | Valerio Bellati                  |                                                                       | 5. September 1725  | 1741              |
| 2                                | Florence MacCarthy               | Koadjutorbischof von Cork (Irland)                                    | 6. März 1803       | 1810              |
| 3                                | James Keating                    | Koadjutorbischof von Ferns (Irland)                                   | 12. Januar 1819    | 9. März 1819      |
| 4                                | Giacomo Coccia                   | Prälat von Santa Lucia del Mela (Italien)                             | 27. September 1819 | 4. Juni 1829      |
| 5                                | John Baptist Scandella           | Apostolischer Vikar des Apostolischen Vikariats Gibraltar (Gibraltar) | 28. April 1857     | 27. August 1880   |
| 6                                | Ignatius Mrak                    | emeritierter Bischof von Sault Sainte Marie-Marquette (Michigan, USA) | 26. April 1881     | 2. Januar 1901    |
| 7                                | Antonio Sabatucci                | Apostolischer Internuntius in Argentinien                             | 22. März 1892      | 31. Dezember 1920 |
| 8                                | Angelo Paino                     | Koadjutorerzbischof von Messina (Italien)                             | 10. Januar 1921    | 23. Februar 1923  |
| 9                                | Julio Ramón Riveiro y Jacinto OP | emeritierter Erzbischof von Guatemala (Guatemala)                     | 11. Februar 1923   | 8. Mai 1931       |
| 10                               | Alois Benziger OCD               | emeritierter Bischof von Quilon (Indien)                              | 23. Juli 1931      | 17. August 1942   |
| 11                               | Justin Daniel Simonds            | Koadjutorerzbischof von Melbourne (Australien)                        | 6. September 1942  | 6. November 1963  |
| 12                               | Joseph Emmanuel Descuffi CM      | emeritierter Bischof von Izmir (Smirne) (Türkei)                      | 4. November 1965   | 1971              |
| 13                               | Varkey Vithayathil CSsR          | Apostolischer Administrator von Ernakulam-Angamaly (Indien)           | 19. April 1997     | 23. Dezember 1999 |